# Бай-Тайгинський кожуун
Бай-Тайгинський кожуун (тив.: Бай-Тайга кожуун) — район республіки Тива Російської Федерації. Центр — село Теелі. Офіційний сайт:
Розташований у західній частині Республіки Тива та межує на півночі з Республікою Хакасією, на сході — з Барун-Хемчицьким кожууном, на заході — з Республікою Алтай, на півдні — з Монгун-Тайгинським кожууном.

## Населені пункти
У кожууні є 7 кожуунних та сумонних населених пункти.
- Бай-Тал
- Кара-Хол
- Кизил-Даг
- Теелі,
- Шуй
- Хемчик
- Еер-Хавак

Загальна чисельність населення станом на 1 січня 2010 р. — 12472 чоловіка.
Зв'язок із столицею Тиви — містом Кизилом здійснюється дорогою з твердим покриттям республіканського значення довжиною 350 км.

## Територія
Загальна площа Бай-Тайгинського кожууна складає 792282 га, з них сільськогосподарські угіддя складають 248559 га, зокрема рілля 7780 га, зрошувані землі 40060 га, пасовища 237810 га. Також є особливо охоронювана територія кластерної ділянки «Кара-Хол» державного біосферного заповідника «Убсунурська котловина» площа якої становить 126413 га.

## Економіка

### Сільське господарство
Основний виробничий напрямок кожууна — сільське господарство з перевагою вівчарства. Через дуже низький вміст гумусу в ґрунті, попри сприятливі кліматичні умови для вирощування сільськогосподарських культур, кожуун належить до зон ризикованого землеробства.

### Корисні копалини
На території кожууна є такі родовища корисних копалин: Шивилигське родовище мінеральних вод, родовище виробного каміння Сариг Хай, Шуйське родовища будівельних матеріалів, золото на Чинге-Катському родовищі. У районі селища Бай-тал відомі однойменні радонові джерела та розвідано Шивилинське родовище радонових вод.
Агальматоліт — єдиний камінь, який використовують тувинські каменерізи. Майже весь матеріал добувається кустарним способом на родовищі Сариг-Хая. На території кожууна є єдине родовище розсипного золота в Чинге Каітській дільниці, однак його видобуток та розвідка не проводяться.
З численних проявів хромітової мінералізації найбільшими є дві рудних ділянки: Кооп-Соокська та Ак-Тейська. Перша ділянка розташована на відстані 50 км на захід від Ак-Довураку. Прогнозні ресурси складають 1 млн тонн трьохокису хрому до глибини 200 метрів. Ак-Тейська дільниця розташована за 5 км на північний захід від Кооп-Соокської ділянки. Тут встановлена рудна зона протяжністю 240 метрів. Прогнозовані ресурси на глибині до 15 метрів складають 350 тис. тонн.
Шуйське родовище цегляних глин розташовано у 15 км на південний схід від Теелі та 4 км на захід від Шуй. Запаси оцінюються у 423 тис.м/куб
Також на Шапшальській ділянці є родовище гранітів з яких можливе отримання декоративно-облицювальної плитки. Прогнозні запаси складають 100 тим. м/куб.
Особливістю економічно-географічного становища Бай-Тайгинського кужууна є його віддаленість від центральних районів та столиці республіки. Окрім того він дуже віддалений від великих економічних районів, залізничних вузлів та промислових центрів Росії.

## Рельєф
Рельєф кожууна здебільшого середньо- та низькогористий. Широкі міжгірські долини є основними землями, які використовуються для зрошуваного землеробства із злаковими та овочевими культурами.

## Клімат
Клімат різкоконтинентальний, найнижча зимова температура: −52°С, середня температура січня −31°С нижче нуля. Зимовий період триває близько 180 днів. Котловинний характер рельєфу району при загальному переважанні взимку антициклонального режиму сприяє накопиченню холодного повітря в котловині і його додатковому охолодженню.
Сніговий покрив лежить з середини листопада до початку квітня. Період із стійким сніжним покровом не перевищує 150 днів при максимальній товщині 200 мм, що дозволяє взимку випасати худобу. Для кожууну притаманна холодна, малосніжна зима, мала кількість опадів і велика амплітуда абсолютних та середніх добових температур. Найвітряніший період спостерігається навесні, швидкість вітру досягає 25-30 метрів на секунду. У середньому протягом року кількість днів з пиловими бурями складає 15-17, а заметілями — 5-7 днів. Амплітуда абсолютних температур повітря складає в середньому 83,7 градусів. Період з температурою вище нуля градусів складає 180 днів, тривалість вегетаційного періоду 157 днів.
Гаряче та сухе літо наступає наприкінці травня і триває 85 днів. Середня температура липня +18 градусів, максимальна +35 градусів. Тривалість теплого (температура понад +10 градусів) періоду близько 125 днів. У цілому кліматичні умови району є суворими.